# Sophie Løhde
Sophie Løhde Jacobsen, född 11 september 1983 i Birkerød, är en dansk politiker (venstre).
Løhde blev ledamot av Folketinget 2007. Hon blev efter Folketingsvalet 2015 hälso- och äldreminister i Regeringen Lars Løkke Rasmussen II. Hon behöll den posten till 28 november 2016 då hon istället blev minister för offentlig innovation. Efter valet 2019 förlorade Venstre regeringsmakten, men efter valet 2022 ingick de i Regeringen Frederiksen II och Løhde blev då inrikes- och hälsomininster
Hon har en kandidatexamen i ekonomi och företagskommunikation från Copenhagen Business School 2007. Sophie Løhde är dotter till konsthandlaren och Birkerød kommuns tidigare borgmästare Karin Løhde.